# Fernando Gómez Colomer
Fernando Gómez Colomer (Valencia, España; 11 de septiembre de 1965), deportivamente conocido como Fernando, es un exfutbolista, entrenador y narrador español. Es el jugador con más partidos  oficiales disputados en la historia del Valencia Club de Fútbol: (552), donde es el cuarto máximo goleador histórico tras Mundo, Waldo y Kempes a pesar de no ser delantero. De 2021 a 2023 fue el director deportivo del C. D. Castellón.

## Trayectoria como jugador
Fue un centrocampista de una enorme clase, con gran visión de juego y alta capacidad goleadora. La práctica totalidad de su carrera transcurrió en el Valencia Club de Fútbol con 15 temporadas entre 1983 y 1998, club del que fue capitán durante varias temporadas, y fue internacional con la selección española, siendo convocado incluso para la disputa del Mundial 1990. En los últimos dos años de su carrera jugó en el Wolverhampton Wanderers FC y en el CD Castellón hasta su retirada en el año 2000. Posteriormente fue director deportivo del CD Castellón y del Valencia CF, del que también fue vicepresidente deportivo.
Fernando es todo un símbolo en el Valencia CF ya que ha sido el jugador que más veces se ha enfundado su camiseta, un total de 553 en partidos oficiales que se reparten de la siguiente manera:
- Primera división: 420 partidos en 14 temporadas y 108 goles.
- Segunda división: 38 partidos en una temporada y 9 goles.
- Copa del Rey: 73 partidos y 22 goles.
- Copa de la Liga: 2 partidos.
- Copa de la UEFA: 20 partidos y 3 goles.

Con las selecciones ha disputado los siguientes partidos:
- Selección Española: 8 partidos y 2 goles.
- Selección de fútbol sub-21 de España: 9 partidos.
- Selección de fútbol sub-20 de España: 6 partidos y 3 goles.
- Selección de fútbol sub-19 de España: 1 partido y 1 gol.

Además es actualmente el cuarto goleador histórico del Valencia CF en liga tras Mundo, Waldo y Kempes a pesar de no ser delantero. Esta capacidad goleadora era debido a su gran clase y técnica y le permitió ser varias temporadas máximo goleador del equipo por delante de los delanteros.
Debido a las características de su juego (gran calidad técnica pero eludiendo el contacto físico) junto al hecho de no lograr ningún título con el Valencia CF hizo que sobre él siempre pesara una fama de jugador poco competitivo y falto de carácter. Sin embargo esto fue fruto de la época que le tocó vivir en su club de toda la vida.
Debido a los gastos generados para adecuar el campo de Mestalla para la disputa del mundial de 1982 el equipo che se encontraba en una grave situación económica. Esto hizo que un equipo que apenas cuatro años antes había ganado la Supercopa de Europa y la Recopa de Europa tuviera que desprenderse de sus estrellas (Sol, Kempes, Solsona o Miguel Tendillo) y confiar en el rendimiento de los jugadores jóvenes y de la cantera como el propio Fernando, Roberto, Quique Sánchez Flores o Fernando Giner.
Por desgracia para el club a pesar de la gran calidad de estos jóvenes jugadores todavía no estaban preparados para acarrear toda la responsabilidad en un equipo de primera división por lo que en la temporada 1985/86 acabaron descendiendo a segunda.
Fue en esa temporada en segunda división donde el juego de Fernando acabó imponiéndose convirtiéndose en el líder que guio al equipo en un ascenso sin paliativos. Ya retornado a primera división Fernando no bajó su nivel dirigiendo con acierto el juego del Valencia CF a la vez que destacaba en su faceta anotadora (estuvo siete temporadas consecutivas anotando 10 o más goles). Estas virtudes fueron las que hicieron que clubs como el F. C. Barcelona y Real Madrid se fijasen en la entonces estrella de Mestalla, pero Fernando, haciendo gala de su sentimiento Ché prefirió seguir en el Club de su vida y rechazó las ofertas que le llegaron.
Esto hizo que el Valencia CF volviera a las posiciones que nunca debería de haber abandonado logrando un par de subcampeonatos ligueros y otro de copa.
El paso del tiempo junto con la llegada al club de Mestalla de un entrenador amante del juego directo y físico como Claudio Ranieri hizo que en sus dos últimas temporadas en el Valencia su presencia en el campo fuera testimonial retrasando su posición, llegando a jugar de líbero. Por ello decidió emprender una entonces todavía exótica carrera en el extranjero enrolándose en el Wolverhampton de la first division. Tras una temporada no demasiado exitosa debido al temprano cese del entrenador que pidió su fichaje volvió a España en las filas del Club Deportivo Castellón de la Segunda división B.
En este club sólo disputó una temporada colgando las botas al final de esta. Sin embargo continuó en el club de Castalia ejerciendo las labores de director deportivo.
Ejerció de comentarista deportivo en la televisión pública valenciana. Además de ser también director deportivo del Alicante CF una temporada y desempeñando, desde su cese en el 2007 hasta su incorporación al Valencia CF en julio del 2008, el puesto de director general de Deportes de la Generalidad Valenciana. El día 02/06/2010, Fernando Gomez Colomer es cesado de su cargo por Manuel Llorente, actual presidente del Valencia C.F.. En la temporada 2010-2011 ejerce como columnista del diario Las Provincias y comentarista y tertuliano en Punto Radio. En 2013 presentó un proyecto para hacerse cargo del club ché y ostentar la presidencia.
En las Elecciones municipales de 2011 formó parte de la lista del Partido Popular a la alcaldía de Chiva, su municipio de residencia, siendo posteriormente nombrado concejal de deportes del ayuntamiento.
En marzo de 2017 volvió a ser vinculado con el Valencia CF al mantener negociaciones para ser nuevo director deportivo de la entidad de Mestalla].

## Trayectoria como entrenador
En la temporada 2016-17 debutó como entrenador en el Torre Levante de la Tercera división española pero dimitió tras la séptima jornada de liga por desavenencias con los dirigentes. En julio de 2017, la UD Alzira confió en sus servicios para dirigir a su primer equipo. Destaca el gusto por el buen trato al balón, como siempre mostró como jugador. Obliga a su portero y defensa a sacar siempre el balón jugado desde atrás.
En junio de 2020, se compromete con la UD Benigànim en el grupo VI de la 3.ª División española.

## Selección nacional
Fue internacional con la selección española en un total de 8 ocasiones, donde anotó 2 goles, participando en el Mundial de Italia 1990.

## Participaciones en Copas del Mundo
- Copa Mundial de Fútbol de 1990 - Italia - 1990

## Clubes

### Como jugador
| Club             | País       | Año       | Partidos | Goles |
| ---------------- | ---------- | --------- | -------- | ----- |
| CD Mestalla      | España     | 1984      |          |       |
| Valencia CF      | España     | 1983-1998 | 552      | 143   |
| Wolverhampton FC | Inglaterra | 1998-1999 | 19       | 2     |
| CD Castellón     | España     | 1999-2000 | 35       | 10    |

### Como entrenador
| Club          | País   | Año       |
| ------------- | ------ | --------- |
| Torre Levante | España | 2016      |
| UD Alzira     | España | 2017-2018 |
| UD Benigànim  | España | 2020-2021 |